# Microbrowser
Microbrowser nebo mobilní prohlížeč je WWW prohlížeč navržený pro použití na mobilních zařízeních jako jsou mobilní telefony nebo PDA. Mobilní prohlížeče jsou optimalizovány pro co nejefektivnější zobrazování webového obsahu na malé obrazovce přenosných zařízení. V minulosti musely být mobilní prohlížeče malé a efektivní, aby mohly fungovat v malé paměti a s malou přenosovou rychlostí tehdejších bezdrátových kapesních zařízení. První prohlížeče byly značně zjednodušené; modernější mobilní prohlížeče však mohou zpracovávat novější technologie jako jsou CSS 2.1, JavaScript a AJAX.
Webová sídla navržená pro přístup z těchto prohlížečů se nazývají bezdrátové portály, nebo souhrnně mobilní web. Mohou automaticky vytvářet „mobilní“ verze libovolné stránky.

## Podkladové technologie
Mobilní prohlížeč se obvykle připojuje prostřednictvím celulární radiové sítě nebo stále častěji přes WLAN pomocí standardu HTTP přes TCP/IP a zobrazují WWW stránky napsané v HTML, XHTML Mobile Profile (WAP 2.0) nebo WML (které se vyvinuly z HDML). WML a HDML jsou zjednodušené formáty vhodné pro přenos omezenou rychlostí a bezdrátové datové spojení nazývané WAP. Služba i-mode, kterou zavedla v Japonsku forma DoCoMo využívá i-mode HTML, což je rozšíření Compact HTML (C-HTML), jednoduché podmnožiny HTML.
WAP 2.0 specifikuje XHTML Mobile Profile a WAP CSS, podmnožiny W3C standardu XHTML a CSS s malými rozšíření pro mobilní zařízení.
Novější mobilní prohlížeče jsou již plnohodnotné Webové prohlížeče schopný zobrazovat běžné HTML, CSS, ECMAScript, i mobilní technologie jako WML, i-mode HTML a C-HTML.
Malým obrazovkám musí být přizpůsobeno i uživatelské rozhraní, které nepoužívá obvyklé principy WIMP.

### Mobilní HTML transkodéry
Mobilní transkodéry přeformátovávají a komprimují WWW obsah pro mobilní zařízení. Musí být používány ve spojení s vestavěným nebo uživatelem nainstalovaným mobilním prohlížečem. K největším mobilním službám provádějícím transkódování patří:
- Openwave Web Adapter – používán firmou Vodacom
- Vision Mobile Server
- Skweezer – používanný firmami Orange, Etisalat, JumpTap, Medio, Miva a dalšími
- Teashark
- Opera Mini
- Loband Archivováno 4. 12. 2017 na Wayback Machine. firmy Aptivate